# Liste der Kulturdenkmale in Bannewitz (Bannewitz)

Wappen von Bannewitz

Die Liste der Kulturdenkmale in Bannewitz enthält die in der amtlichen Denkmalliste des Landesamtes für Denkmalpflege Sachsen ausgewiesenen Kulturdenkmale im Bannewitzer Ortsteil Bannewitz.
Die Anmerkungen sind zu beachten.
Diese Liste ist eine Teilliste der Liste der Kulturdenkmale im Landkreis Sächsische Schweiz-Osterzgebirge. 

Diese Liste ist eine Teilliste der Liste der Kulturdenkmale in Sachsen.

## Legende
- Bild: Bild des Kulturdenkmals, ggf. zusätzlich mit einem Link zu weiteren Fotos des Kulturdenkmals im Medienarchiv Wikimedia Commons. Wenn man auf das Kamerasymbol klickt, können Fotos zu Kulturdenkmalen aus dieser Liste hochgeladen werden:
- Bezeichnung: Denkmalgeschützte Objekte und ggf. Bauwerksname des Kulturdenkmals
- Lage: Straßenname und Hausnummer oder Flurstücknummer des Kulturdenkmals. Die Grundsortierung der Liste erfolgt nach dieser Adresse. Der Link (Karte) führt zu verschiedenen Kartendiensten mit der Position des Kulturdenkmals. Fehlt dieser Link, wurden die Koordinaten noch nicht eingetragen. Sind diese bekannt, können sie über ein Tool mit einer Kartenansicht einfach nachgetragen werden. In dieser Kartenansicht sind Kulturdenkmale ohne Koordinaten mit einem roten bzw. orangen Marker dargestellt und können durch Verschieben auf die richtige Position in der Karte mit Koordinaten versehen werden. Kulturdenkmale ohne Bild sind an einem blauen bzw. roten Marker erkennbar.
- Datierung: Baubeginn, Fertigstellung, Datum der Erstnennung oder grobe zeitliche Einordnung entsprechend des Eintrags in der sächsischen Denkmaldatenbank
- Beschreibung: Kurzcharakteristik des Kulturdenkmals entsprechend des Eintrags in der sächsischen Denkmaldatenbank, ggf. ergänzt durch die dort nur selten veröffentlichten Erfassungstexte oder zusätzliche Informationen
- ID: Vom Landesamt für Denkmalpflege Sachsen vergebene, das Kulturdenkmal eindeutig identifizierende Objekt-Nummer. Der Link führt zum PDF-Denkmaldokument des Landesamtes für Denkmalpflege Sachsen. Bei ehemaligen Kulturdenkmalen können die Objektnummern unbekannt sein und deshalb fehlen bzw. die Links von aus der Datenbank entfernten Objektnummern ins Leere führen. Ein ggf. vorhandenes Icon  führt zu den Angaben des Kulturdenkmals bei Wikidata.

## Bannewitz
| Bild           | Bezeichnung                                                                                       | Lage                                      | Datierung                                                                                             | Beschreibung | ID       |
| -------------- | ------------------------------------------------------------------------------------------------- | ----------------------------------------- | --- | --- | -------- |
|                | Sachgesamtheitsbestandteil der Sachgesamtheit Windbergbahn, Teilabschnitt Bannewitz, OT Bannewitz | (Karte)                                   | 1907                                                                                                  | Sachgesamtheitsbestandteil der Sachgesamtheit Windbergbahn (ID-Nr. 09301623), Teilabschnitt Bannewitz, OT Bannewitz, mit den Sachgesamtheitsteilen Bahnkörper und Kilometrierung; Sachgesamtheit mit allen Bahnanlagen, darunter Gleisanlagen mit Unter- und Oberbau, Streckenkilometrierung, Fernmelde- und Signalanlagen, Bahnstationen einschließlich aller Funktionsbauten, Wärterhäuschen, Brücken und Durchlässen sowie bewegliche Denkmalen in den Gemeinden Freital (OT Potschappel, Birkigt, Burgk und Kleinnaundorf), Bannewitz (OT Bannewitz, Boderitz, Cunnersdorf, Hänichen und Possendorf) und Dresden (OT Gittersee), technisch herausragende, singuläre Gebirgsstrecke aus der Frühzeit der Eisenbahngeschichte zum Transport der im Freitaler Revier abgebauten Steinkohle und Anbindung der hiesigen Industrie von industriegeschichtlicher und eisenbahngeschichtlicher Bedeutung. – Gewölbedurchlass aus Sandstein und Myriameterstein, beides 1855. | 09304525 |
|                | Wohnstallhaus, winkelförmig angebautes Seitengebäude und Scheune eines Bauernhofes                | Am Bürgerhaus 1 (Karte)                   | Anfang 19. Jh.                                                                                        | verputzte Massivbauten eines weitgehend geschlossen erhaltenen Bauernhofes, baugeschichtliche Bedeutung. Wohnstallhaus: zweigeschossig, massiv, Satteldach, Seitengebäude ebenfalls, Scheune: zwei Hoftore, Lüftungsschächte. | 08964263 |
| Weitere Bilder | Sachgesamtheit Schloss und Rittergut Nöthnitz b. Dresden, mit zahlreichen Einzeldenkmalen         | Am Schloß 1; 2 (Karte)                    | 1750–1910 (Rittergut)                                                                                 | Sachgesamtheit Schloss und Rittergut Nöthnitz b. Dresden, bestehend aus den Einzeldenkmalen: Schlossgebäude (Am Schloß 2), vier Wirtschaftsgebäude (Stellmacherei, sog. Könneritzscheune, Schweinestall und Pächter- oder Gesindehaus, Am Schloß 1), Orangerie (Rosentitzer Straße 103) sowie ehemalige Brauerei (Rosentitzer Straße 81) und Einfriedungsmauern des Küchengartens mit Pforten (Einzeldenkmale ID-Nr. 08964243); weiterhin Schlosspark und Lustgarten (Gartendenkmal) mit Stützmauern, außerdem vom Pförtnerhaus zum Gutshof verlaufende Lindenallee, weiterhin als Sachgesamtheitsteile sämtliche Gewölbekeller und die Hofpflasterung und ehemaliges Pförtnerhaus (Winckelmannstraße 78) mit Nebengebäuden in der alten Ortslage Nöthnitz – künstlerische und gartenkünstlerische Bedeutung sowie für das Ortsbild und die Ortsgeschichte. | 09301221 |
| Weitere Bilder | Schloss Nöthnitz (Einzeldenkmal zu ID-Nr. 09301221)                                               | Am Schloß 1; 2 (Karte)                    | 1872, im Kern 17. Jh. (Schloss)                                                                       | Einzeldenkmale der Sachgesamtheit Schloss und Rittergut Nöthnitz b. Dresden: Schlossgebäude (Am Schloß 2), vier Wirtschaftsgebäude (Stellmacherei, sog. Könneritzscheune, Schweinestall und Pächter-/Gesindehaus, Am Schloß 1) und Orangerie (Rosentitzer Straße 103) sowie ehemalige Brauerei (Rosentitzer Straße 81) und Einfriedungsmauern des Küchengartens mit Pforten; alte Ortslage Nöthnitz, künstlerische und gartenkünstlerische Bedeutung, Bedeutung sowie für das Ortsbild und die Ortsgeschichte. | 08964243 |
|                | Ehem. Schule (heute Bürgerhaus)                                                                   | August-Bebel-Straße 1 (Karte)             | 1877, später überformt                                                                                | 1877 als dritte Bannewitzer Schule erbaut, ortsgeschichtliche Bedeutung. Aufwändiges Portal mit stilisierten Pilasterordnungen und geschweifter Überdachung, Walmdach, zweigeschossiger Dachausbau – diese Umbauten der Zeit um 1910 nach Sanierung beseitigt. | 08964244 |
|                | Ehemalige Hutfabrik                                                                               | August-Bebel-Straße 2 (Karte)             | um 1900                                                                                               | bestehend aus repräsentativem straßenseitigen neobarocken Flügel (ca. 1901), westlich angrenzend die ältere historistische Bausubstanz von 1876, dem Gründungsjahr der Fabrik an dieser Stelle, Zeugnis für die traditionelle Strohhutfabrikation in der Region, baugeschichtliche und ortsgeschichtliche Bedeutung. | 08964245 |
|                | Wohnhaus                                                                                          | Bannewitzer Dorfplatz 6 (Karte)           | wohl 1. Hälfte 19. Jh.                                                                                | kleines ländliches Wohnhaus, Obergeschoss Fachwerk, platz- und ortskernprägend, baugeschichtlich von Bedeutung. Letztes authentisches Zeugnis des alten Ortskerns, war evtl. Nebengebäude, zweigeschossig, massiv,Satteldach, eine Langseite verbrettert. | 09301612 |
|                | Wohnstallhaus und Torbogen eines Bauernhofes                                                      | Eutschützer Straße 1 (Karte)              | bez. 1786                                                                                             | zum Hof Obergeschoss Fachwerk, Giebel massiv mit Giebelzier, ortsbildprägend, baugeschichtliche Bedeutung. Fachwerk, massiv untersetzt, verputzt, Fensteröffnungen in originaler Größe, Satteldach, Sandsteintürstock und Fensteröffnungen aus Sandstein | 08964249 |
|                | Torbogen eines Bauernhofes                                                                        | Eutschützer Straße 10 (Karte)             | um 1800                                                                                               | alte Ortslage Eutschütz, Torbogen mit Schlussstein, baugeschichtliche Bedeutung und bildprägende Funktion | 09301609 |
|                | Wohnstallhaus, Seitengebäude und Scheune eines Dreiseithofes                                      | Eutschützer Straße 11 (Karte)             | wohl vor 1800                                                                                         | alte Ortslage Eutschütz, geschlossen erhaltener Bauernhof, Massivbauten, Strukturelement des Ortskerns, baugeschichtliche und städtebauliche Bedeutung. Wohnstallhaus (ehem. Fachwerk-Gebäude) mit steilem Satteldach, Fachwerk-Obergeschoss vor längerer Zeit massiv ersetzt, gegenüber liegendes Seitengebäude ebenfalls massiv, Scheune zur ehem. Feldseite. | 09301608 |
|                | Wohnstallhaus und Toranlage (Torbogen und Pforte) eines Bauernhofes                               | Eutschützer Straße 15a (Karte)            | bez. 1846                                                                                             | alte Ortslage Eutschütz, stattlicher Massivbau mit Drillingsfenster im Giebel, ortstypische Toranlage, baugeschichtlich von Bedeutung. Massives, zweigeschossiges Bruchsteingebäude, Satteldach, Segmentbogenfenster im Erdgeschoss, Putzfaschen, Dachgesims an der Giebelseite, urspr. mit Fensterläden versehen | 08964250 |
|                | Einfriedungsmauer                                                                                 | Gostritzer Straße 2c (vor) (Karte)        | 19. Jh. (Einfriedung)                                                                                 | alte Ortslage Rosentitz, Bruchstein-Trockenmauer, von städtebaulicher Bedeutung. Etwa 70 m lang, 2–3 m hoch, Bestandteil des historischen Ortsbildes. | 09299918 |
|                | Ehemalige Mühle                                                                                   | Gostritzer Straße 3 (Karte)               | um 1800                                                                                               | alte Ortslage Rosentitz, nahe bei Schloss Nöthnitz, Obergeschoss Fachwerk, baugeschichtliche und ortsgeschichtliche Bedeutung. Fachwerk, massiv untersetzt. | 08964253 |
| Weitere Bilder | Kirche (ursprünglich Schule) mit davor stehender spätgotischer Betsäule                           | Kirchplatz 1 (Karte)                      | 1864                                                                                                  | 1864 als zweite Bannewitzer Schule erbaut, seit 1877 als Betsaal genutzt, 1884 Turm angebaut, ortsgeschichtliche und künstlerische Bedeutung, ortsbildprägend. | 08964256 |
|                | Wohnstallhaus und Seitengebäude eines Bauernhofes                                                 | Kirchplatz 3; 4; 4b; 4c (Karte)           | 2. Hälfte 19. Jh., später überformt                                                                   | Wohnstallhaus (Nr. 4b/c) und Seitengebäude (Nr. 3) eines Bauernhofes sowie Hofmauer (Nr. 4) mit Toreinfahrt und zwei Pforten (Neubau Nr. 4/4a kein Denkmal) – stattliche Putzbauten, ortsbildprägendes Bauerngut, massiv, baugeschichtliche und städtebauliche Bedeutung. | 09301610 |
| Weitere Bilder | Wegestein                                                                                         | Rosentitzer Straße (Karte)                | bez. 1876                                                                                             | verkehrsgeschichtliche und ortshistorische Bedeutung, bezeichnet 1873, Sandstein, erneuert, mit Inschriften. | 09305985 |
|                | Wohnstallhaus, Seitengebäude und Scheune eines Dreiseithofes                                      | Rosentitzer Straße 71; 73 (Karte)         | bez. 1800 (Wohnstallhaus); Umbau bez. 1836 (Wohnstallhaus); bez. 1792 (Seitengebäude); 1882 (Scheune) | Wohnstallhaus (Nr. 73), Seitengebäude (Nr. 71) und Scheune eines Dreiseithofes sowie Hofmauer mit Toreinfahrt (Torbogen und zwei Pforten), Einfriedung des Vorgartens und Stützmauern des Gartens; massive Gebäude, Wohnstallhaus mit Segmentbogenportal, schmiedeeiserne Einfriedung, geschlossen erhaltener Bauernhof mit besonders aufwändiger Toranlage, baugeschichtlich und wirtschaftsgeschichtlich von Bedeutung. | 08964259 |
|                | Torbogen                                                                                          | Rosentitzer Straße 72 (vor) (Karte)       | 19. Jh. (Torbogen)                                                                                    | heimatgeschichtliche Bedeutung | 09305980 |
|                | Ehemalige Brauerei (Einzeldenkmal zu ID-Nr. 09301221)                                             | Rosentitzer Straße 81 (Karte)             | 1872, im Kern 17. Jh. (Schloss)                                                                       | Einzeldenkmale der Sachgesamtheit Schloss und Rittergut Nöthnitz b. Dresden: Schlossgebäude (Am Schloß 2), vier Wirtschaftsgebäude (Stellmacherei, sog. Könneritzscheune, Schweinestall und Pächter-/Gesindehaus, Am Schloß 1) und Orangerie (Rosentitzer Straße 103) sowie ehemalige Brauerei (Rosentitzer Straße 81) und Einfriedungsmauern des Küchengartens mit Pforten; alte Ortslage Nöthnitz – künstlerische und gartenkünstlerische Bedeutung sowie für das Ortsbild und die Ortsgeschichte. | 08964243 |
| Weitere Bilder | Wegestein                                                                                         | Rosentitzer Straße 94 (gegenüber) (Karte) | bez. 1875                                                                                             | Sandstein mit Inschriften, verkehrshistorische und ortshistorische Bedeutung. Sandstein, mit Inschriften, bezeichnet 1875, pyramidale Spitze, Sockel. | 09305984 |
|                | Torbogen                                                                                          | Rosentitzer Straße 94 (vor) (Karte)       | 19. Jh. (Torbogen)                                                                                    | heimatgeschichtliche und ortsgeschichtliche Bedeutung. | 09305982 |
|                | Torbogen                                                                                          | Rosentitzer Straße 98 (vor) (Karte)       | 19. Jh. (Torbogen)                                                                                    | heimatgeschichtliche und ortsgeschichtliche Bedeutung. | 09305981 |
|                | Mauer mit Torbogen und Pforte                                                                     | Rosentitzer Straße 102 (neben) (Karte)    | 19. Jh. (Torbogen)                                                                                    | alte Ortslage Nöthnitz, Teil des ehemaligen Küchengartens von Schloss Nöthnitz, baugeschichtliche und ortsgeschichtliche Bedeutung. Mischmauerwerk aus Bruchsteinen und Ziegeln, durchbrochen von einer rundbogigen Tordurchfahrt aus behauenen Steinen, gestützt auf Granitpfeiler und Prellsteine, Pforte mit Granitgewände. | 08960509 |
|                | Orangerie (Einzeldenkmal zu ID-Nr. 09301221)                                                      | Rosentitzer Straße 103 (Karte)            | 1872, im Kern 17. Jh. (Schloss)                                                                       | Einzeldenkmale der Sachgesamtheit Schloss und Rittergut Nöthnitz b. Dresden: Schlossgebäude (Am Schloß 2), vier Wirtschaftsgebäude (Stellmacherei, sog. Könneritzscheune, Schweinestall und Pächter-/Gesindehaus, Am Schloß 1) und Orangerie (Rosentitzer Straße 103) sowie ehemalige Brauerei (Rosentitzer Straße 81) und Einfriedungsmauern des Küchengartens mit Pforten; alte Ortslage Nöthnitz – künstlerische und gartenkünstlerische Bedeutung sowie für das Ortsbild und die Ortsgeschichte. | 08964243 |
| Weitere Bilder | Wegestein                                                                                         | Winckelmannstraße (Karte)                 | bez. 1876                                                                                             | abgestufter Sockel, Inschriften, verkehrsgeschichtlich und ortsgeschichtlich von Bedeutung. Sandstein, abgestufter Sockel, pyramidaler Abschluss, bezeichnet 1876. | 09305983 |
|                | Gasthof (nur linkes Gebäude)                                                                      | Winckelmannstraße 1 (Karte)               | 1856                                                                                                  | im Schweizerstil, baugeschichtlich von Bedeutung | 08961836 |
|                | Mietshaus                                                                                         | Winckelmannstraße 42 (Karte)              | um 1900                                                                                               | historisierender Putzbau, baugeschichtlich von Bedeutung | 08961837 |
|                | Mietshaus                                                                                         | Winckelmannstraße 46 (Karte)              | um 1900                                                                                               | Putzfassade mit neubarocken Elementen, baugeschichtlich von Bedeutung. Zweigeschossiger massiver Putzbau mit zwei welsch gegiebelten Risaliten. | 09301611 |
|                | Ehemaliger Gasthof                                                                                | Winckelmannstraße 74 (Karte)              | um 1840 (Gasthof)                                                                                     | alte Ortslage Nöthnitz, baugeschichtliche und ortshistorische Relevanz, steht im Kontext mit Schloss Nöthnitz | 08960546 |
|                | Wohnhaus (zwei Gebäudeteile im Winkel)                                                            | Winckelmannstraße 79 (Karte)              | um 1850                                                                                               | alte Ortslage Nöthnitz, ländliches Wohnhaus, Obergeschoss Fachwerk verputzt, baugeschichtlich von Bedeutung | 08961838 |
|                | Wohnhaus mit Anbau                                                                                | Winckelmannstraße 83 (Karte)              | um 1800                                                                                               | alte Ortslage Nöthnitz, Obergeschoss Fachwerk, baugeschichtliche Bedeutung. Fachwerk, massiv untersetzt mit Fachwerkanbau, gekreuzte Satteldächer, Fachwerkgiebeldreieck, originale Galgenfenster. | 08964272 |

## Ausführliche Denkmaltexte
1. ↑  Die Windbergbahn entstand aus einer Kohlenbahn für den Abtransport der Hähnichener Steinkohle ins Weißeritztal, der Hähnichener Kohlenzweigbahn von 1856. Sachsenkönig Johann bezeichnete sie 1857 erstmals als „Sächsische Semmeringbahn“. Bereits ab 1857 wurde die Strecke auch für Personenverkehr genutzt.
Das heutige Erscheinungsbild wurde 1907 entscheidend geprägt durch Errichtung mehrerer Hochbauten.
Die 1856 durch Guido Brescius entworfene Strecke hatte ein Neigungsverhältnis von 1:40 (25 Prozent). Auf dem ersten Bauabschnitt (Talstation bis zum heutigen Bahnhof Gittersee) wurden 120 Höhenmeter auf nur 1600 m Luftlinie überwunden, mit einer gestreckten Trassenlänge von 5700 m. Insgesamt überwand die Bahn bis Possendorf einen Höhenunterschied von knapp 157 m, überfuhr 21 Brücken, Durchlässe und 41 Gleisbögen, den kleinsten mit nur 84 m. Ab 1951 erste Teilstilllegungen, seit 1980 unter Denkmalschutz, 1993 vollständige Betriebseinstellung.
2. 1 2 3 4  Schloss Nöthnitz geht als Ritteranwesen auf das Mittelalter zurück. Der Kern der heutigen Dreiflügelanlage ist ein Renaissancebau, den der Kammerherr und Hofmarschall Heinrich von Traube um 1630 errichten ließ. Hiervon zeugen z. B. noch der größte Teil des Treppenturms im Hof sowie Kreuzgratgewölbe im Erdgeschoss des Hauptbaus. 1872/73, im Zuge der Übernahme des Anwesens durch Rudolf Carl von Finck, erfolgte eine Aufstockung der drei Seiten um ein Mezzaningeschoss, wobei als pittoreske und zeittypische Elemente über Eck gestellte, mit spitzen Dächern versehene Erkerchen hinzugefügt wurden, auch der Treppenturm erhielt ein steiles Kegeldach. Eine große, zur Zeit ihrer Entstehung ab Mitte des 19. Jh. nahezu geschlossene Hofanlage aus Wirtschaftsgebäuden schließt sich im SW an. Ihr Zustand ist prekär und die mächtige Nordseite aus Stall- und Scheunengebäuden („Könneritzscheune“) im Verfall begriffen. Die ca. 40 × 100 m große Fläche wird im W durch das Stellmachereigebäude mit Fachwerkoberstock, Schleppgaupe und Taubenhaus geschlossen. Älter und in wesentlich besserem Zustand ist die südlich unterhalb des Schlosses gelegene ehem. Brauerei mit gedrungenem massiven Baukörper und großem Walmdach. Ihr mächtiger Eingang mit Schlussstein zeigt zur Rosentitzer Straße. Schloss Nöthnitz ist von Gartenanlagen umgeben, die teils landschaftlich, teils formal gehalten sind. Hauptsächlich auf der ansteigenden N-Seite des Schlosses ist die formale, ursprünglich barocke Gartengestaltung am augenfälligsten: über Terrassen mit großen Stützmauern, versehen mit Treppenanlagen, Balustrade und Brücke, geht es queraxial zum Lustgarten und zum Orangeriegebäude. An Gehölzen sind alte Solitärbäume, ein Lindenrondell und eine Lindenreihe an der westlichen Zufahrt zu erwähnen. Prägnant sind die zum Teil mächtigen Trockenmauern, die das Gelände durchziehen bzw. als Einfriedung dienen.

Schloss Nöthnitz beeindruckt jedoch nicht nur aufgrund seiner baugeschichtlichen und gartenkünstlerischen Bedeutung. Es ist außerdem von überregionaler Relevanz durch seine personengeschichtliche Bedeutung, denn es ist mit den Namen Heinrich Graf von Bünau, Frühaufklärer und Politiker, sowie mit dem seines Bibliothekars von 1748–1754, Johann Joachim Winckelmann, verbunden. Bünaus Bibliothek bildete den Grundstock der Sächsischen Staats- und Universitätsbibliothek, Winckelmann kann als ein Begründer der modernen Archäologie und Kunstgeschichte sowie des Klassizismus in Deutschland überhaupt gelten. Sowohl eine Gedenkplatte als auch ein Relief am Schloss erinnern an ihn (Finkler, LfD/2014).
3. ↑  Schloss und Rittergut Nöthnitz
  - Schloss: heute Studienstätte Schloss Nöthnitz e.V., zum Gedenken an J.J. Winckelmann und Graf Bünau. Vierseitig geschlossenes Ensemble, aus Schloss und Wirtschaftsgebäuden bestehend. Das ursprüngliche Renaissanceschloss im Besitz des Grafen von Bünau, 1872 durch Freiherrn von Finck umgebaut (Aufstockung durch Mezzanin, Hinzufügen pittoresker Erkerchen, spitzer Turmhelm). Restaurierungen 1984–1988 und 1993 ff. Die Wirtschaftsgebäude aus der 2. Hälfte 19. Jh., eingeschossiges Mischmauerwerk, Sandstein-Fenstergewände, mit schmalem Dachhäuschen über dem Eingang, Satteldach mit Überstand, Biberschwanzdeckung, Haustür nicht original. Flurstücksnr. des Schlosses: 150/3.
  - Brauerei: Fachwerk, mit großen Fasskellern, Grundstücksmauern und Einfahrt, massiv untersetzt, tiefes Mansarddach, aufwändiger, runder Sandsteintorbogen, vermauert
  - Gartenteile:
    - Zufahrt: von Osten zwei Zufahrten mit unterschiedlichen Höhenanbindungen an die Straße und im Westen eine Zufahrt mit Baumreihe (Linden)
    - Schlosshof: Hofbefestigung aus Sandsteinplatten
    - Lustgarten: in architektonischem Stil mit Terrassierung, Stützmauern, Böschungen, Treppenanlagen und orthogonalem Wegesystem
    - Schlosspark: im landschaftlichen Stil mit altem Baumbestand, geschwungen verlaufendem Wegesystem, Hohlweg, Brücke, Stütz- und Einfriedungsmauern.
    - Einfriedung: Schmiedeeiserner Zaun im Süden der unteren Gartenebene östlich des Schlosses, Stützmauern im Osten des Parks, verputzte Einfriedungsmauer aus Ziegelmauerwerk mit Dachziegelabdeckung im Norden des Parks, Nordtor zum Park, Südeingang zum Park

  - Bodenrelief: Auf dem von Süd nach Nord ansteigendem Gelände Terrassierung mit drei Gartenterrassen, die voneinander durch Stützmauern getrennt sind:
    - eine untere Gartenebene im Osten des Schlosses in Höhe des Erdgeschosses (Hofniveau) mit nördlicher Stützmauer aus Sandsteinmauerwerk
    - eine erste Gartenterrasse im Osten und Norden des Schlosses in Höhe des ersten Stockes, in sich durch Böschungen gegliedert und mit nördlicher Stützmauer aus Sandsteinmauerwerk
    - eine zweite Gartenterrasse (der Lustgarten) im Norden des Schlosses, in halber Höhe zwischen 1. und 2. Stock liegend, über eine Gartenbrücke und Gartentreppe aus dem 1. Stockwerk zu erreichen und im Westen und Norden durch hohe Stützmauern aus Sandsteinmauerwerk mit Sandsteinabdeckplatten begrenzt
    - eine dritte Gartenterrasse im Norden des Schlosses mit Orangerie, im Westen davon Stützmauer aus Sandsteinmauerwerk

  - Wasser: Schöpfbecken aus Sandstein im Osten oberhalb der Stützmauer auf der Gartenterrasse des Lustgartens
  - Gehölze: an der westlichen Zufahrt Lindenreihe, im Schlosspark Lindenrondell, Lindenallee und Solitärbäume
  - Gartenbauten: Treppenanlagen
    - eine von Süd nach Nord ansteigende Treppe mit Podesten im Süden der Schlossanlage
    - eine von der östlichen Zufahrt und der unteren Gartenebene in den Landschaftsgarten führende Treppe
    - Treppe mit Sandsteinstufen von der ersten Gartenterrasse zum Lustgarten führend
    - Treppe mit Sandsteinstufen und Stützmauern aus Sandsteinmauerwerk im NW des Schlosses
    - im Norden des Schlosses eine Treppe vom Schloss zum Lustgarten führend mit Brücke, Balustrade, Sandsteinstufen (erneuert mit Resten von Sandsteinelementen)
    - eine vom Lustgarten nach Westen zu dem Landschaftsgarten führende Treppe mit Sandsteinstufen
    - eine zugesetzte ehemalige Treppe vom Lustgarten zur 3. Gartenebene (Orangerie).
4. ↑  Hutfabrik – zweigeschossiges Gebäude mit landhausstil-artigem, neobarockem Dachausbau, einst noch gestaltet durch Uhrenturm und gegliedert durch Hechtgaupen, dazu passend weitere Gestaltungselemente wie rustikale Eckquaderung, Bleiglasfenster, dekorierte Erker, Schweifgiebel, vom Ursprungsbau der hier 1876 etablierten Hutfabrik zeugt zum Teil noch das westlich im rechten Winkel anschließende Gebäude(Segmentbogenstil), daran anschließend, wiederum nach Norden gewandt, ein weiterer Flügel (Hofbildung).
5. ↑  Evangelische Pfarrkirche. Als Schulhaus 1864 gebaut, seit 1877 als Betsaal genutzt. 1884 erhielt der Bau an seiner Längsseite einen mächtigen quadratischen Turm. Restaurierungen A. 1980er Jahre (innen) und 1993/94. Das ehem. Schulhaus zweigeschossig mit Satteldach und eigenwillig gestaltetem Turm, dieser aus Stilelementen der Neuromanik, Neugotik und Neurenaissance zusammengesetzt, Putzfugung und Sandsteingliederung. Über zweieinhalb Geschossen ein überproportional hohes Glockengeschoss mit spitzem Helm.
Im Schulhaus der flachgedeckte Betsaal. Über dem Altar ein Kruzifixus, dessen geschnitzter Corpus, gotisch,  um 1450 (urspr. aus
einer vogtländischen Kirche).
Vor der Kirche eine Betsäule, A. 16. Jh. (Dehio Sachsen I, 1996). Das ehem. Schulhaus zweigeschossig mit Satteldach und angefügtem eklektizistischen Turm, Putzfugung und Sandsteingliederung. Über dem Altar ein Kruzifix um 1450 (urspr. aus einer vogtländischen Kirche), die Betsäule stammt von der sog. „Richtermauer“ in Nöthnitz und wurde in den 1970er Jahren hierher versetzt.